# Panhelleense Spelen
In de Griekse oudheid waren er vier grote Pan-Helleense Spelen (Oudgrieks: ἀγῶνες, agōnes, wedstrijden), wedstrijden voor alle Grieken. Deze wedstrijden stonden in het teken van de religie, aanhangers van alle goden in de Griekse mythologie konden deelnemen. De Spelen stonden open voor atleten, artiesten en publiek uit alle delen van de Griekssprekende wereld. Er werden wedstrijden in de sport georganiseerd, waaronder wagenrennen, maar ook in de muziek. Deze spelen werden ook wel de 'Kransspelen' genoemd, omdat de winnaars als prijs alleen een krans kregen.
De Grieken kwamen er samen in de ware agonale geest en leerden er elkaar waarderen. Door het onderlinge contact tussen afgevaardigden van verscheidene poleis en culturen stegen deze bijeenkomsten boven het louter sportieve niveau uit en werden waardevolle elementen in de groei naar Griekse eensgezindheid.
Vele idealistische staatslieden hebben vruchteloos gehoopt dat uit het samen deelnemen aan de agones ook een grotere samenhorigheid op politiek vlak zou groeien en dat de afzonderlijke stadstaten zich zouden verenigen binnen de grenzen van één Griekse staat, maar zover is het nooit gekomen.
De atleten hadden bij de eerste Spelen die werden georganiseerd hun volledige wapenuitrusting aan, maar in de loop van de tijd werd die afgelegd en ging men ertoe over naakt te sporten, behalve bij het wagenrennen. De afkomst van de deelnemers veranderde ook. Het was eerst alleen voor de gegoede burgerij financieel mogelijk om aan de Spelen deel te nemen, maar later deden atleten uit meer lagen van de maatschappij mee en werden zij professioneel.
De Olympische Spelen waren de bekendste. De vier Panhelleense Spelen waren:

## Olympische Spelen
De Olympische Spelen in de klassieke oudheid ter ere van de god Zeus werden in Olympia gehouden in de polis Elis op de Peloponnesos. Dat gebeurde iedere vier jaar in de maanden juni en juli. De Spelen zijn mogelijk nog in het 2de millennium v.Chr. georganiseerd en volgens de traditie gesticht door Pelops, die dankzij een wagenwedren in Elis zijn echtgenote en de koningstroon had gewonnen. De prijs bestond uit een olijfkrans en heilige olijfolie. De periode tussen twee keer de Olympische Spelen werd een olympiade genoemd.

## Pythische Spelen
De Pythische Spelen ter ere van de god Apollo werden iedere vier jaar in augustus en september in Delphi georganiseerd. Dat gebeurde in het derde jaar van elke olympiade. De Spelen werden sinds omstreeks 600 v.Chr. gehouden, ter herinnering aan Apollos overwinning op het monster Python. De prijs was een lauwerkrans.

## Isthmische of Korinthische Spelen
De Isthmische of Korinthische Spelen ter ere van de god Poseidon werden op de landengte van Korinthe gehouden. Istmus betekent landengte. Dat gebeurde iedere twee jaar in de lente. De oorsprong ervan is onduidelijk, volgens de traditie zijn ze door Poseidon zelf of door Theseus gesticht. De prijs was een krans van pijnboomtakken.

## Nemeïsche Spelen
De Nemeïsche Spelen ter ere van Zeus werden iedere twee jaar Nemea in de polis Argolis op de Peloponnesus georganiseerd, twee maanden na de Isthmische Spelen. De oorsprong ervan werd in verband gebracht met de lijkspelen ter ere van een jong prinsje uit het Nemeïsche koningshuis en de prijs was een krans van selderijbladeren.

## Kalender
De volledige cyclus van de Spelen bestreek een periode van vier zonnejaren, waarbij die in Olympia en Delphi iedere vier jaar en die op de Isthmos en in Nemea iedere twee jaar plaatsvonden. Dit doet vermoeden dat de volgende cyclus van kracht was:
zonnejaar I – juni/juli: Olympische Spelen – 480 v.Chr. 

zonnejaar II – juli/augustus: Nemeïsche Spelen – 479 v.Chr. 

zonnejaar II – april/mei: Isthmische Spelen – 478 v.Chr. 

zonnejaar III – augustus/september: Pythische Spelen – 478 v.Chr. 

zonnejaar IV – juli/augustus: Nemeïsche Spelen – 477 v.Chr. 

zonnejaar IV – april/mei: Isthmische Spelen – 476 v.Chr. 

zonnejaar I - juni/juli: Olympische Spelen – 476 v.Chr. 

enzovoort ...
De hier genoemde jaartallen zijn voorbeelden.
De oude Grieken het lieten het jaar, het zonnejaar beginnen bij de zonnewende op 21 juni, dat wil zeggen dat volgens onze tijdrekening de Isthmische Spelen in hetzelfde jaar zouden vallen als de Olympische of de Pythische. Voor de oude Grieken was dat niet zo, voor hen vielen Isthmische en Nemeïsche Spelen in hetzelfde jaar.

## Meer Spelen
Er werden in de klassieke oudheid meer spelen voor atleten georganiseerd. Een voorbeeld daarvan waren spelen gehouden in Epidaurus ter ere van Asklepios.